# Bakkaflói
Bakkaflói – zatoka w północno-wschodniej Islandii, między półwyspami Langanes i Digranes. Ma około 17 km szerokości u wejścia i około 15 km długości. Dzieli się na trzy mniejsze zatoki – od północy kolejno: Finnafjörður, Miðfjörður i Bakkafjörður. Jedyną większą miejscowością nad zatoką jest położona na jej południowym wybrzeżu osada rybacka Bakkafjörður. Wzdłuż zatoki biegnie droga nr 85.